# Ornebius tuberculatus
Ornebius tuberculatus is een rechtvleugelig insect uit de familie Mogoplistidae. De wetenschappelijke naam van deze soort is voor het eerst geldig gepubliceerd in 2006 door Ingrisch.